# Dioxyde de titane
Pour les articles homonymes, voir Oxyde de titane.
Cette page répertorie différents polymorphes, solides qui possèdent la même composition chimique mais une structure cristalline différente.
Le dioxyde de titane ou oxyde de titane (IV) est un composé d'oxygène et de titane de formule TiO2 présent dans la nature et fabriqué industriellement.
C'est le pigment blanc PW6 du Colour Index, largement utilisé comme opacifiant pour les peintures. Il remplace la céruse, interdite à cause de sa toxicité. Il entre aussi dans la formulation de cosmétiques, de médicaments et d'aliments. Sa forme nanoparticulaire, transparente pour la lumière visible, sert comme filtre ultraviolet dans des crèmes solaires et possède des propriétés de photocatalyse dont tirent profit des dispositifs de dépollution.
L'Autorité européenne de sécurité des aliments a considéré le dioxyde de titane comme sûr, mais son usage alimentaire est interdit dans l'Union européenne à partir de 2022 sauf dans les médicaments, ses nanoparticules étant soupçonnées d'être cancérogènes, génotoxiques et écotoxiques.

## Polymorphes

### Anatase
L'anatase est un minéral tétragonal, à groupe d'espace I41/amd, ayant pour paramètres de maille, :
- a = b = 3,785 2 Å ;
- c = 9,513 9 Å.

Elle a une densité théorique de 3,893. Chauffée au-delà de 700 °C, elle se transforme en rutile.
L'anatase fut isolée pour la première fois en 1791 par le révérend William Gregor dans le sable noir du Devon (Angleterre). En 1795, Martin Klaproth remarqua que ce produit était similaire aux traces que l'on trouvait dans le rutile.
Le brevet de fabrication industrielle fut déposé en 1917. La présence d'anatase est un des éléments que Walter Mac Crone utilisa pour démontrer que la carte du Vinland est un faux document.

### Brookite
De structure orthorhombique, groupe d'espace Pcab, ses paramètres de maille sont, :
- a = 5,455 8 Å ;
- b = 9,181 9 Å ;
- c = 5,142 9 Å.

Elle a une densité théorique de 4,120 et une densité généralement mesurée de 4,140.

### Rutile
C'est un minéral trigonal, à groupe d'espace P 4/mnm ayant pour paramètres de maille, :
- a = 4,593 3 Å ;
- c = 2,959 2 Å.

Il a une densité théorique de 4,250 et la densité généralement mesurée est de 4,230.

### Autres polymorphes

#### TiO2α
De structure rhomboédrique, ses paramètres de maille sont, :
- a = 0,513 3 Å ;
- c = 0,136 1 Å.

Elle a une densité théorique de 3,757 et une densité généralement mesurée de 3,640.

#### TiO2β
De structure monoclinique, ses paramètres de maille sont, :
- a = 12,163 Å ;
- b = 3,735 Å ;
- c = 6,513 Å ;
- β = 107,29°.

Elle a une densité théorique de 1,538 et une densité généralement mesurée de 4,6.

## Production

Évolution de la production mondiale de dioxyde de titane.

Les minerais extraits ont une teneur en TiO2 allant de 45 % (ilménites) à 95 % (rutiles). Disposant des plus gros gisements, l'Afrique du Sud et l'Australie assurent environ la moitié de l'extraction mondiale de minerai.
On distingue deux procédés : le procédé au sulfate (de) destiné à la transformation des ilménites, et le procédé au chlore (de), transformant les rutiles, mais aussi les ilménites après une étape de transformation préalable. La forte croissance de la production chinoise a relancé le procédé au sulfate.
En 2014, la consommation mondiale de dioxyde de titane atteint 5,5 millions de tonnes, soit plus du double de ce qu'elle était en 1980 (2,1 millions de tonnes environ). Les principaux producteurs mondiaux sont des entreprises chinoises et des multinationales comme Chemours, Huntsman, Cristal-MCH, Kronos International (de) et Tronox (en).
La demande et la production augmentaient assez linéairement jusqu'en 2017, quand un incendie survenu en janvier dans une usine finlandaise Huntsman de Poti (Finlande) qui produisant 130 000 t/an, va provisoirement priver l'Europe de 10 % environ de ses approvisionnements. Le propriétaire a néanmoins confirmé le 17 mars 2017 un plan de fermeture de l'usine Tioxide-Calais, préparé depuis 2015.

## Applications

### Pigment
Le blanc de titane, Pigment White 6 (PW6) ou CI 77891 du Colour Index, est utilisé pur comme pigment blanc et comme opacifiant. Le dioxyde de titane pigmentaire est généralement soumis à des traitements de surface destinés à améliorer certaines caractéristiques en vue d'un usage particulier. Ils consistent à revêtir chaque particule d'un produit organique ou minéral. On cherche notamment à améliorer ou à réduire l'hydrophilie, ou la résistance aux intempéries.
Le pouvoir opacifiant d'un pigment blanc augmente avec l'indice de réfraction et la grosseur des particules. De tous les pigments blancs, le dioxyde de titane rutile a l'indice de réfraction le plus élevé, à 2,70. On peut donc préparer des pigments opaques au dioxyde de titane avec des particules plus fines qu'avec les autres substances (oxyde de zinc, lithopone, sulfate de baryum). On peut fabriquer des pigments dioxyde de titane transparents, avec des particules de 20 à 50 nm, absorbants d'ultraviolet pour des cosmétiques ou pour la protection des bois, ou comme pigments opalescents. La taille optimale de la particule d'oxyde de titane d'un pigment blanc couvrant est de 200 à 240 nm. L'impression de blancheur dépend aussi de la taille des particules, les particules les plus fines diffusant plus de bleu. Par un phénomène d'azurage, un pigment peut sembler plus blanc, même si son pouvoir réfléchissant global est moindre. La forme anatase réfléchit nettement plus dans le bleu que la forme rutile, et elle est livrée avec des particules plus fines.
Toutes sortes de substances incorporent du pigment dioxyde de titane :
- peintures ;
- papiers ;
- matières plastiques ;
- céramiques ;
- médicaments ;
- dentifrices ;
- chewing-gums ;
- fromages industriels ;
- pâtisseries ;
- confiseries ;
- crèmes solaires ;
- cosmétiques, etc.

Comme colorant blanc, le dioxyde de titane doit employer des particules suffisamment grosses : les  nanoparticules sont transparentes. Cependant, l'analyse granulométrique des produits mis sur le marché y a montré une proportion variable de nanoparticules.
Considéré comme cancérigène possible, l'incorporation de dioxyde de Titane (colorant E171) comme colorant alimentaire, est interdite en France depuis le 1 janvier 2020. (transparentes).

### Catalyseur
La cristallinité et la dimension particulaire du dioxyde de titane peuvent lui conférer une activité photocatalytique.
La forme anatase est seulement active dans la photocatalyse ayant une séparation de bandes (énergie de gap) de 3,2 eV. Hombikat UV-100 TiO2 se compose de la forme anatase pure et ses particules ont une superficie de PARI d'environ 186 m2/g (en appliquant la théorie Brunauer, Emmett et Teller de l'adsorption des gaz pour la détermination de l'isotherme d'adsorption). Cependant, Degussa P-25 TiO2 a servi pour la majorité des essais. Ce produit se compose de 80 % d'anatase et 20 % de rutile et a une surface spécifique de BET d'environ 55 m2/g. Le diamètre de ses particules se situe habituellement entre 25 et 35 nm[réf. nécessaire].
On peut utiliser ce dioxyde pour :
- catalyser la dégradation de pesticides contenus dans l'eau, sous l'action des ultraviolets[22] ;
- catalyser l'oxydation de NO2 (polluant issu des pots d'échappement) en NO3 (nitrates), par exemple, en l'introduisant dans l'enrobé routier[23] ;
- associé à du platine, réduire sous l'action des ultraviolets du dioxyde de carbone dissous dans de l'eau en méthane avec émission de monoxyde de carbone[24]
- éliminer des polluants aquatiques comme la tétracycline en utilisant la sonocatalyse[25].

## Toxicité et écotoxicité

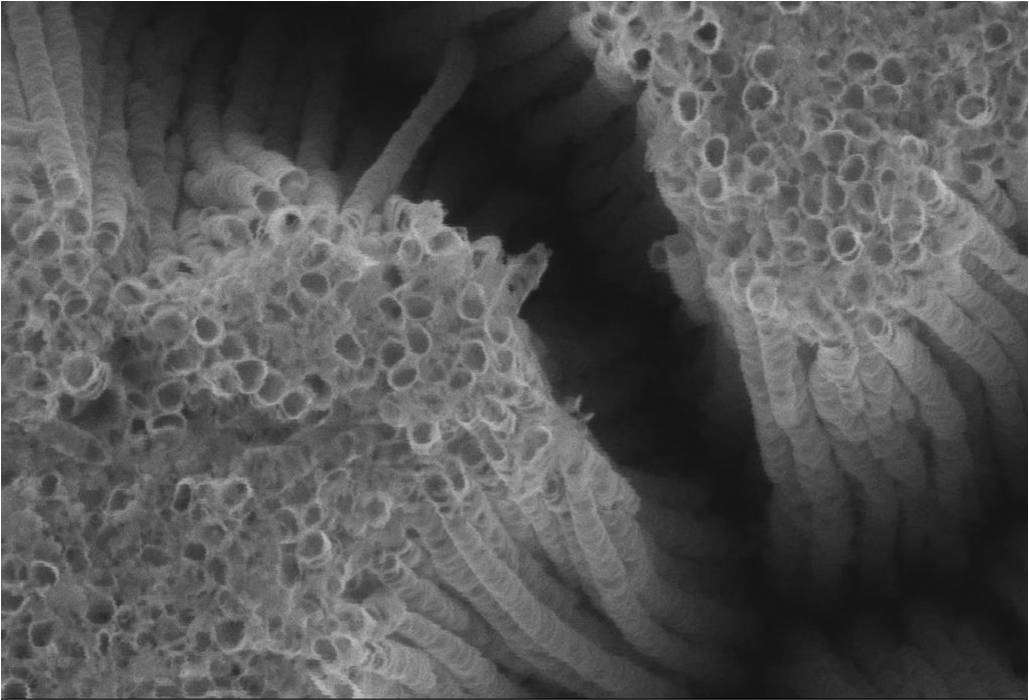
Faisceaux de nanotubes de dioxyde de titane (TiO_{2}).

Comme pour la plupart des pulvérulents, les poussières de dioxyde de titane, de dimension micrométrique, sont source d'irritation oculaire et des voies respiratoires (irritation mécanique). Cet effet implique des dispositifs de protection, notamment pour l'emploi du pigment en poudre dans la préparation des peintures.
Les propriétés optiques et catalytiques du dioxyde de titane le font utiliser de plus en plus aux échelles nanométriques. Des études de toxicité et d'écotoxicité ont mis en cause les nanoparticules de dioxyde de titane. Des effets inflammatoires semblent possibles. Le TiO2 ne semble pas allergène sur la couche supérieure de la peau, mais chez la souris, « indépendamment de la taille des particules » il peut potentialiser un autre allergène. Depuis la fin du XXe siècle, le degré de toxicité, cancérogénicité et génotoxicité des nanoparticules en général, enrobées ou non, est discuté. L'écotoxicité des formes nanométriques est encore mal connue, n'ayant été étudiée qu'en laboratoire sur quelques animaux et plantes (microalgues ; Pseudokirchneriella subcapitata), car ces nanoparticules ne sont diffusées dans l'environnement que depuis peu de temps : le dioxyde de titane est industriellement produit dès 1946, mais ses formes nanoparticulaires ne le sont que depuis les dernières années du XXe siècle.
En avril 2017, un porte parole des Amis de la Terre, Jeremy Tager, conclut, d'après deux études relues par des pairs, qu'il existe maintenant des preuves de risques sérieux pour la santé en cas d'ingestion et que, de ce fait, l'usage de nanodioxyde de titane devrait être interdit dans les aliments.
La généralisation de l'utilisation de nanoparticules de dioxyde de titane (nano-TiO2) dans de très nombreux usages industriels dans le monde et la libération de ces nanomolécules à partir de déchets ou lors d'accidents peut conduire à une contamination importante de l'environnement, particulièrement dans les écosystèmes aquatiques qui sont l'exutoire naturel du ruissellement et des égouts et rejets de nombreux effluents industriels. Sa génotoxicité a notamment été évaluée sur le tilapia du Nil, déjà utilisé comme bio-indicateur pour d'autres évaluation d'effets toxiques. Après une exposition de 21 jours à des taux de 0,1, 0,5 et 1,0 mg/l de nano-TiO2 de moins de 25 nm, avec des témoins non exposés, d'éventuels effets génotoxiques ont été évalués hebdomadairement par le test des micronoyaux. Le test des comètes a révélé des lésions de l'ADN dans certains érythrocytes, même au niveau le plus bas d'exposition (P < 0,05). L'étude a montré que ce test était plus efficace que le « test du micronoyau » pour détecter des effets génotoxiques sur le Tilapia (Oreochromis niloticus, largement commercialisé dans le monde pour l'alimentation). Les auteurs ont conclu en 2016 que « l'exposition au nano-TiO2 pourrait entraîner des risques génotoxiques pour les populations de poissons dans les plans d'eau contaminés ».

### Cancérogénicité
Le 10 mars 2006, le Centre international de recherche sur le cancer (CIRC) a classé le dioxyde de titane cancérogène possible pour l'humain (catégorie 2 B),,,. Dans son rapport de 2011, l'ANSM indique que, chez le rat, l'exposition par inhalation à de fortes doses de TiO2 favorise l'apparition du cancer, par un effet indirect de stress oxydant génotoxique. Elle note que ces résultats ne sont pas transposables aux cosmétiques, car dans ce dernier cas, l'exposition est cutanée.

### Génotoxicité
Sous cette forme, les tests in vitro montrent une toxicité cellulaire de type inflammatoire (stress oxydant) due — comme cela semble être toujours le cas chez les nanoparticules intéressantes comme catalyseur — à une réactivité de surface augmentée[réf. souhaitée]. Une génotoxicité a aussi été observée par de « nombreuses études ». On suppose que cet effet provient de « la génération de dérivés réactifs de l'oxygène (DRO) capables d’endommager l’ADN par exemple chez la souris » (en présence et en l’absence de lumière UV). Cet effet a été observé pour plusieurs molécules nanoparticulaires différentes. Pour le TiO2, s'ajoutent des « propriétés photocatalytiques (propriétés susceptibles de générer des ERO (espèces réactives de l'oxygène) après exposition aux rayonnements UV) qui seraient aussi impliquées dans la génotoxicité des nanoparticules ». Pour limiter ce risque, certains fabricants de crèmes solaires utilisent des nanoparticules de TiO2 enrobées dans des substances organiques (alcoxytitanates, silanes, méthylpolysiloxanes) et inorganiques (alumine, silice et zircon). Celles-ci peuvent en outre être dopées pour atténuer les effets des ERO et des « systèmes antioxydants » (par exemple, alpha-tocophérol (vitamine E) ou acide ascorbique (vitamine C) ou bêta-carotène) sont parfois inclus dans la formulation. 
La forme cristalline anatase du TiO2 est photo-instable et donc peu utilisée dans les cosmétiques, au profit d'une forme rutile ou d'un mélange anatase/rutile plus stable à la lumière. Cependant, une étude a conclu que ce mélange est plus réactif que les formes cristallines anatase et rutile seules. 
Selon Landsiedel et al. (2010), les nanoparticules « enrobées », maintenant les plus utilisées dans les cosmétiques solaires, ne se montrent pas directement génotoxiques dans les tests, mais les résidus de crème perdus dans l'eau au lavage, ou lors des baignades peuvent faire de ces molécules des contaminants environnementaux.
Une étude de 2016 a montré chez le Tilapia (Oreochromis niloticus) que 21 jours d'exposition à une faible doses de nano-TiO2 dans l'eau entraîne un risque génotoxique pour les poissons de cette espèce.

### Cinétique dans l'organisme
Elle est encore mal connue, mais, en 2011, des chercheurs du CEA et de l’université Joseph-Fourier ont montré que, in vitro, des nanoparticules de dioxyde de titane (nano-TiO2) altèrent l'intégrité de la barrière hémato-encéphalique (BHE, vitale pour la protection du cerveau) ; les nano-TiO2 s'accumulent dans l'endothélium de la BHE, y causant une inflammation qui aboutit à une rupture de la barrière. De plus, ces particules semblent inhiber la fonction réparatrice des P-glycoprotéines (protéines jouant un rôle majeur dans la détoxication d'organes vitaux dont le cerveau,).
L'INRA a montré, en 2017 chez le rat, que l'E171 peut franchir la barrière intestinale et se retrouver dans le sang, puis s'accumuler dans certains organes (foie notamment) et déclencher des « troubles du système immunitaire ». Après cent jours d'exposition orale à du TiO2, près de 50 % des rats présentaient des lésions pré-cancéreuses du côlon. « De plus, le E171 accélère le développement de lésions induites expérimentalement avant exposition ». Les aliments donnés aux rats en contenaient 10 mg/kg de poids corporel et par jour, soit une dose proche de l’exposition alimentaire humaine telle qu'évaluée par l’European Food Safety Agency, en septembre 2016. L'INRA a conclu qu'une exposition orale chronique induit et promeut des stades précoces de la cancérogenèse colorectale ; « sans toutefois permettre d’extrapoler ces conclusions à l’Homme ». Les toxicologues et écotoxicologues craignent que le TiO2 puisse traverser plusieurs barrières biologiques, voire s'accumuler dans certains organes-cibles (cytoplasme cellulaire), faute d'élimination suffisante par le rein. Ils craignent que le TiO2 ayant pénétré les cellules ne lèse leur ADN (phénomène observé in vitro) avec des effets à long terme sur l'individu ou sa descendance.
Lors du nanoforum organisé par le CNAM en 2007, la représentante de l'Agence française de sécurité sanitaire des produits de santé (AFSSAPS) a dit craindre :
- des maladies auto-immunes ;
- une accumulation dans le foie (l'un des organes de détoxication des métaux) ;
- des accidents graves avec des produits d’écho-contraste.

Une étude de 2017 a montré que, chez le rat, le TiO2 passe la barrière intestinale.
Une étude d'octobre 2020 montre que les nanoparticules de titane peuvent atteindre l'environnement du fœtus pendant la grossesse.

### Passage transcutané du TiO2nanoparticulaire
Du fait d'un usage fréquent dans les crèmes solaires, se pose la question du passage transcutané du TiO2 nanoparticulaire, bien que l'inhalation ou l'ingestion soient aussi à explorer, notamment pour les crèmes solaires proposées en vaporisateurs.
Les premières études publiées concernant l'application (in vitro et ex vivo) sur peau animale et peau humaine laissaient penser que les nanoparticules de TiO2 ne pénétraient que les couches externes de la peau (la couche cornée et l'infundibulum pilosébacé), mais ces études n'étaient pas représentatives de l'exposition réelle (études trop courtes, de 72 heures au maximum, utilisant des particules insuffisamment caractérisées en termes de « taille, forme cristalline, enrobage, etc. », voire sans protocoles standardisés ni validés, ou ne respectant pas les recommandations du Comité scientifique pour la sécurité des consommateurs (CSSC) ou de l'Organisation de coopération et de développement économiques (OCDE).
Puis une étude publiée en 2010 a confirmé la présence (élevée dans ce cas) de nanoparticules de TiO2 (enrobées et non enrobées) et de particules de TiO2 submicroniques (300–500 nm) dans la couche cornée et moindrement (« quelques particules isolées » de TiO2 dans le derme pour les animaux traités avec les trois types de particules. Des « quantités statistiquement significatives de TiO2 » ont aussi été trouvées dans le ganglion inguinal gauche du groupe traité par des nanoparticules de TiO2 non enrobées et dans le ganglion inguinal droit du groupe traité par des particules de TiO2 submicroniques (300–500 nm). Les animaux ayant servi au test étaient des mini-porcs. L'application de crème était répétée « quatre fois par jour, cinq jours par semaine durant 22 jours ». Cette étude est considérée par l'Afssaps en 2011 comme la plus représentative des vraies conditions d'exposition. Une pénétration et une dispersion dans l'organisme semblent donc possibles chez l'humain (dont la peau est réputée fonctionner d'une manière proche de celle du mini-porc), au moins à partir des régions où la peau est la plus fine et perméable, et pour les cas où le TiO2 n'est pas sous forme « enrobée ». L'étude présente néanmoins un biais. Elle est faite sur des animaux adultes (peau plus épaisse) et à peau saine et non lésée. Elle ne permet pas de savoir si le comportement des nanoparticules est le même sur une peau de bébé ou d'enfant, ou sur une peau lésée par un coup de soleil, en train de peler, ou après une longue exposition aux UV, ou à la suite de lésions « de nature pathologique ou d'origine exogène » (par exemple, eczéma, psoriasis, impétigo, allergie, dermatite atopique). Selon l'Afssaps, « il est probable que toute lésion de la peau de nature pathologique ou d’origine exogène puisse favoriser l’absorption des nanoparticules. Par ailleurs, il a été observé dans quelques études impliquant des nanoparticules autres que les nanoparticules de TiO2 et de ZnO (par exemple les quantums dots et les fullerènes), qu’il pouvait exister un impact des effets mécaniques (par exemple flexion de la peau) sur la pénétration cutanée ».
Sur une peau saine (chez le porc) les nanoparticules ne semblent pas pénétrer la peau en profondeur, mais on en retrouve dans le tissu lymphatique (ganglions), ce qui laisse penser qu'une certaine diffusion systémique existe.

### Diffusion dans l'environnement et écotoxicité suspectée
Du dioxyde de titane sous forme nanoparticulaire a été retrouvé dans les années 2010 dans plusieurs types de friandises et de produits alimentaires courants. L'ONG Agir pour l'environnement (2016) puis 60 Millions de consommateurs (2017) ont attiré l'attention sur l'absence de mention de la forme nanoparticulaire de cet additif sur l'étiquetage alors que certaines associations la suspectent d'être potentiellement cancérigène.
Du dioxyde de titane est diffusé dans l'environnement, en particulier dans l'environnement marin sous forme de déchets industriels déversés dans les cours d'eau ou directement en mer, comme en mer du Nord où il est suspecté d'être responsable ou coresponsable de tumeurs de la peau (hyperplasie de l'épiderme/papillome) chez certains poissons (poissons plats notamment). Une étude a comparé quelques maladies (hyperplasies, papillomes, lymphocystoses, nodules hépatiques (tumeurs pré-néoplasiques et néoplasiques), infections/parasitoses dues aux protozoaires Glugea sp.) de la limande dans cinq sites côtiers néerlandais, au printemps des années 1986 à 1988. L'un des sites est une zone de rejet offshore industriel de dioxyde de titane et d'acide, l'autre est dans une zone d'influence estuarienne polluée (entre autres par du titane) alors que les 3 autres ont été choisis comme référence. Les résultats montrent « une forte et constante prévalence de l'hyperplasie de l'épiderme et des papillomes chez la limande dans les des deux sites ayant reçu du dioxyde de titane, par rapport aux autres sites. » De même, les hyperplasies, papillomes épidermiques et lymphocystoses étaient statistiquement significativement associés et la présence de nodules hépatiques (le foie est avec le rein le principal organe impliqué dans la détoxication). Les auteurs ont noté que les lymphocysoses étaient plus fréquents en pleine mer que près des côtes, au contraire des Glugea plus fréquents au large. Les données de prévalence de ces maladies plaident pour une relation de cause à effet entre titane et hyperplasie de l'épiderme / papillome, mais pour les autres maladies, l'interprétation des données est compliquée par la complexité des apports fluviaux et des effets de dispersion spatiotemporelle des déchets immergés.
La diffusion de nanoparticules de titane dans l'eau se fait aussi par les crèmes solaires trouvées sur le sable et surtout à la surface de la mer, ou des eaux douces de baignades de plein air en été. Les eaux de bains, douches, lessive peuvent en contenir aussi quand le lavage concerne une peau ou des vêtements ou serviettes de bain. L'incinération des restes de tubes de cosmétiques en crème ou bombe-spray est une autre source possible (dans l'air cette fois). Des industriels (cimenteries, fabricants d'enduits et peintures, papeteries) proposent d'utiliser ou utilisent déjà des particules nanométriques de dioxyde de titane comme catalyseur épurateur des COV et NOx émis par les véhicules dans l'air. Ces particules pourraient, par exemple, être intégrées dans les murs de béton lors de leur fabrication, ou dans certains matériaux routiers (enrobé, mur anti-bruit…).
Une controverse existe sur le risque que ces nanoparticules (TiO2) puissent quitter le substrat (routier, en particulier, au fur et à mesure de l'usure du matériau) pour pénétrer les organismes vivants et en affecter la santé :
- les toxicologues estiment généralement que ce TiO2 ne serait plus présent sous sa forme nanométrique dans la structure « poreuse » du ciment contenant du TiO2, car il y forme des agglomérats stables[46] ;
- des toxicologues se disant indépendants, Mme Francelyne Marano de l'université Paris-7 et M. Jorge Boczkowski de l'Inserm, considèrent qu'une activité photocatalytique significative, motif de l'ajout de dioxyde de titane, implique que les gaz qui circulent dans le matériau ou au contact de surfaces microporeuses accèdent à ces nanoparticules. Or cette réactivité est ce qui rend ces particules pathogènes pour la cellule, éventuellement au sein d'agglomérats qui ne peuvent donc pas être denses, stables et solides[46] ;
- la question de la toxicité des produits de dégradation se pose aussi. La réaction transforme l'alcool en formaldéhyde, l'oxyde d'azote en nitrates déjà trop présents dans notre environnement eutrophisé. La contamination de l'eau, de l'air et des sols par la bioturbation peut avoir des conséquences immédiates et différées[46].

### Présence dans les populations humaines
Le 24 juillet 2025, le journal Reporterre fait écho d'une étude révélant la présence de dioxyde de titane dans le lait maternel et animal. L'article, publié dans Sciences of the Total Environment (en)  par des chercheurs de l'INRAE et de AP-HP, a trouvé la présence de dioxyde de titane dans le lait des dix femmes sujettes de l'étude, ainsi que dans des laits infantiles et d'origine animale.

### En Europe
L'Autorité européenne de sécurité des aliments (AESA) avait conclu en septembre 2016 que « les données disponibles ne font pas apparaître de danger pour les consommateurs », tout en recommandant des études complémentaires à propos des effets sur le système reproducteur permettant d’établir une dose journalière admissible.
Le Comité scientifique pour la sécurité des consommateurs a demandé des compléments d'information (en cours d’étude) sur les impacts de la forme nanoparticulaire du TiO2.
Le 6 mai 2021, l'AESA évalue que « le dioxyde de titane n'est plus considéré comme sûr en tant qu’additif alimentaire ». À la suite de cela, le 18 mai 2021, la Commission européenne propose aux états membres l'interdiction de l'utilisation du dioxyde de titane comme additif alimentaire.
Les enfants (peau plus fine, plus perméable, plus sensible aux coups de soleil) seraient particulièrement sensibles aux effets du dioxyde de titane. L'AESA et l'Agence française de sécurité sanitaire, de l'environnement et du travail (AFSSET) conseillent d'éviter les crèmes solaires contenant du dioxyde de titane chez les enfants en bas âge.
En octobre 2021, la Commission européenne a approuvé le projet d'interdiction de l'E171 dans l'alimentaire sur tout le territoire de l’Union européenne à partir de 2022.
En 2022, le règlement (UE) 2022/63 de la Commission du 14 janvier 2022 est modifié sur l’additif alimentaire dioxyde de titane pour une utilisation exclusive en tant que colorant dans les médicaments,.
En mars 2022, en Suisse, l’Office fédéral de la sécurité alimentaire et des affaires vétérinaires OSAV, interdit l’utilisation du dioxyde de titane comme additif alimentaire. L’interdiction entre en vigueur le 15 mars 2022 et est assortie d’un délai transitoire de six mois. Cette transposition permet une protection des consommateurs suisses équivalente à celle de l’UE. Elle facilite aussi le commerce avec l’UE.
En août 2025, la cour de justice de l’Union européenne estime en appel que la commission européenne a commis en 2019 « une erreur manifeste dans l'appréciation de l'acceptabilité et de la fiabilité d'une étude scientifique sur laquelle s’était fondée la classification » et rejette la qualification du dioxyde de titane comme "cancerogène" pour l'humain quand celui-ci est absorbé « par inhalation, sous forme d’une poudre contenant au moins 1 % ou plus de particules d’un diamètre inférieur ou égal à 10 micromètres ».

### En France
La Commission de cosmétologie de l'Agence nationale de sécurité du médicament et des produits de santé (Afssaps devenue ANSM en 2012) a pris connaissance des « études disponibles » sur la pénétration cutanée, la génotoxicité et la cancérogenèse du TiO2 et du ZnO sous forme nanoparticulaire, et a produit un « rapport d’évaluation du risque », réalisé sur la base de données fournies par les fabricants représentés par la Fédération des industries de la parfumerie, et l'association de la filière cosmétique (COSMED) (mais l’Afssaps n'a pas pu obtenir certaines données : « elle a demandé à la FEBEA, par courrier datant du 22 janvier 2009 de lui transmettre les études réalisées par le COLIPA, l’association européenne des industries cosmétiques, sur le TiO2, à la suite de la demande du Comité scientifique pour la sécurité des consommateurs (CSSC - Scientific Committee on Consumer Safety (SCCS), anciennement SCCP, Scientific Committee on Consumer Products). La FEBEA a répondu à cette demande le 25 février 2009, en précisant que les études demandées par le CSSC n’étaient pas en sa possession ». Le rapport a été rendu public en 2011.
L'Afssaps, saisie par la direction générale de la Santé (DGS), a recommandé d’éviter les crèmes solaires contenant « des nanoparticules de dioxyde de titane (autorisé comme « filtres UV inorganiques » jusqu'à 25 % max du filtre UV) et d’oxyde de zinc en tant que filtres ultraviolets » sur… les coups de soleil, sur le visage ou dans des locaux fermés quand il s’agit de sprays.
En 2011, alors que l'obligation d'étiquetage prévue par la Loi Grenelle II n'est pas encore en place, et que les nanoparticules ne font l'objet d'aucune autorisation préalable à la mise sur le marché, Olivier Toma, président du Comité pour le développement durable en santé, le C2DS, alerte sur les risques potentiels du dioxyde de titane (TiO2). Bien que classé (en février 2006) en catégorie 2B, c’est-à-dire comme « potentiellement cancérigène pour l’humain » par le Centre international de recherche sur le cancer, il est déjà utilisé, notamment comme photocatalyseur désinfectant dans des établissements de santé, dans les matériaux dits commercialement « auto-nettoyants » ou « sans entretien », capables, selon les fabricants, de durablement détruire les germes entrant en contact avec le matériau. Selon Olivier Toma, il n’est pas encore scientifiquement démontré que la photocatalyse en secteur hospitalier apporte une garantie d’asepsie de matériaux contenant du TiO2, et le ministère chargé de la Santé devrait commander des tests sur la photocatalyse pour vérifier ces allégations. Il estime que, au regard des incertitudes sur les risques, les utiliser dans les peintures de couloirs ou salles d'attente est inutile, les infections nosocomiales ne venant pas des murs mais d’autres vecteurs.
Le Commissariat à l'énergie atomique (CEA) a montré que le TiO2 nanoparticulaire pouvait altérer la barrière hémato-encéphalique. Les fiches de données de sécurité (FDS) ou les fiches de déclarations environnementales et sanitaires (FDES) des matériaux de construction sont rédigées par les fabricants suivant des prescriptions normatives. Ces fiches devraient être contrôlées par une autorité sanitaire. Légalement, les déchets de bâtiments comportant ces particules doivent déjà être traités comme des déchets dangereux, avec des risques non évalués pour l’eau, l’air, le sol, les écosystèmes et la santé humaine.
La loi pour l’équilibre des relations commerciales dans le secteur agricole et alimentaire et une alimentation saine et durable, promulguée le 31 octobre 2018, prévoit à l'article 53 que la mise sur le marché de denrées alimentaires contenant du colorant E171 est suspendue par arrêté. L'arrêté du 17 avril 2019 fixe la suspension à un an à compter du 1er janvier 2020,. Cette suspension est prolongée d'un an et reconduite successivement par l'arrêté du  21 décembre 2020, l'arrêté du 21 décembre 2021, l'arrêté du 23 décembre 2022, l'arrêté du 27 décembre 2023et l'arrêté du 16 décembre 2024. Cette mesure ne concerne pas les médicaments, dont plus de 800 contiennent du dioxyde de titane,.

## Liste non exhaustive des aliments qui contiennent du colorant E171
Après la publication d'un rapport de l'Agence de sécurité sanitaire des aliments (Anses) sur cet additif, la France a décidé d'en interdire la mise sur le marché ainsi que celle des denrées alimentaires en contenant. Le colorant E171 est interdit en France depuis janvier 2020. Ce produit est notamment présent dans le monde dans :
- de nombreuses marques de bonbons : Jelly bean[80], M&M's[81], Skittles[82], Mentos[83], etc. ;
- de nombreuses marques de chewing-gum : Airwaves[84], Hollywood Chewing Gum[82], Freedent[82], Malabar[82] et Trident[83], etc. ;
- plusieurs marques de chocolats et bonbons de chocolat : Cémoi[85], Beaumesnil[86], Michel Cluizel[87], Lindt[88], Maxim's[89] et Monbana[90] ;
- des marques de desserts surgelés : Fauchon[91]… ;
- des marques de gâteaux : Napolitain (LU)[92]… ;
- du surimi[93] ;
- des dentifrices : Candida Multicare 7 in 1[94]… ;
- des médicaments : azithromycine (toutes les marques)[95], compléments Nutrissentiel[96], Sanofi MagnéVie B6[97], Doliprane en gélule[98], Tardyféron 80 mg[99], Topalgic 50 mg gélule[100], Pradaxa 110 mg gélules boehringer[101], amoxicilline/acide clavulanique 500/62,5 mg Mylan[102], desloratadine 5 mg Mylan (arrêt de commercialisation en France au 15 octobre 2015)[103], flécaïnide Biogaran 50 mg[104], lansoprazole 15 mg/30 mg (TiO2 présent dans toutes les formes des princeps Ogast, Lanzor et leurs génériques)[105], Tadenan 50 mg[106], Spasfon comprimé enrobé[107], Ibuprofène 400 mg comprimés pelliculés Spedifen Zambon (en)[108], etc. ;
- des vitamines pour les femmes enceintes, compléments de grossesse[109],[110].

### Revues d'études
- Therapeutic Good Administration (TGA) (2006), A review of the scientific literature on the safety of nanoparticulate titanium dioxide or zinc oxide in sunscreens [PDF], en ligne.
- (en) Raphaël Cornu, Arnaud Béduneau et Hélène Martin, « Ingestion of titanium dioxide nanoparticles: a definite health risk for consumers and their progeny », Archives of Toxicology, vol. 96, no 10,‎ octobre 2022, p. 2655–2686 (ISSN 0340-5761 et 1432-0738, DOI 10.1007/s00204-022-03334-x, lire en ligne, consulté le 3 septembre 2022).
- (en) Ewa Baranowska-Wójcik, Dominik Szwajgier et Anna Winiarska-Mieczan, « A review of research on the impact of E171/TiO2 NPs on the digestive tract », Journal of trace elements in medicine and biology: organ of the Society for Minerals and Trace Elements (GMS), vol. 72,‎ juillet 2022, p. 126988 (ISSN 1878-3252, PMID 35561571, DOI 10.1016/j.jtemb.2022.126988, lire en ligne, consulté le 3 septembre 2022).

### Recommandations officielles
- Afssaps (septembre 2008), Recommandations relatives à l’évaluation toxicologique des médicaments sous forme nanoparticulaire.
- Scientific commitee on consumer product (SCCP) (2007), http://ec.europa.eu/health/ph_risk/committees/04_sccp/docs/sccp_o_123.pdf Opinion on safety of nanomaterials in cosmetic products], SCCP/1147/07.
- Scientific commitee on consumer product (SCCP) (2009), Clarification on Opinion SCCNFP/0932/05 on Zinc oxide, SCCP/1215/09.
- Scientific committee on cosmetic products and non-food products intended for consumers (SCCNFP) (2000), Opinion of the scientific committee on cosmetic products and non-food products intended for consumers concerning titanium dioxide, SCCNFP/0005/98.
- Scientific committee on emerging and newly identified health risks (SCENIHR) (2009), Risk assessments of products of nanotechnologies.
- Scientific comitee on emerging and newly identified health risks (SCENIHR) (2010), Scientific basis for the definition of the term « nanomaterial ».

### Filmographie
- L'utilisation de dioxyde de titane dans la peinture et son extraction sont abordées dans le reportage Brico, déco : quand les Français s'éclatent dans la maison du 15 mai 2011, dans l'émission de TV française Capital sur M6.